# Murring

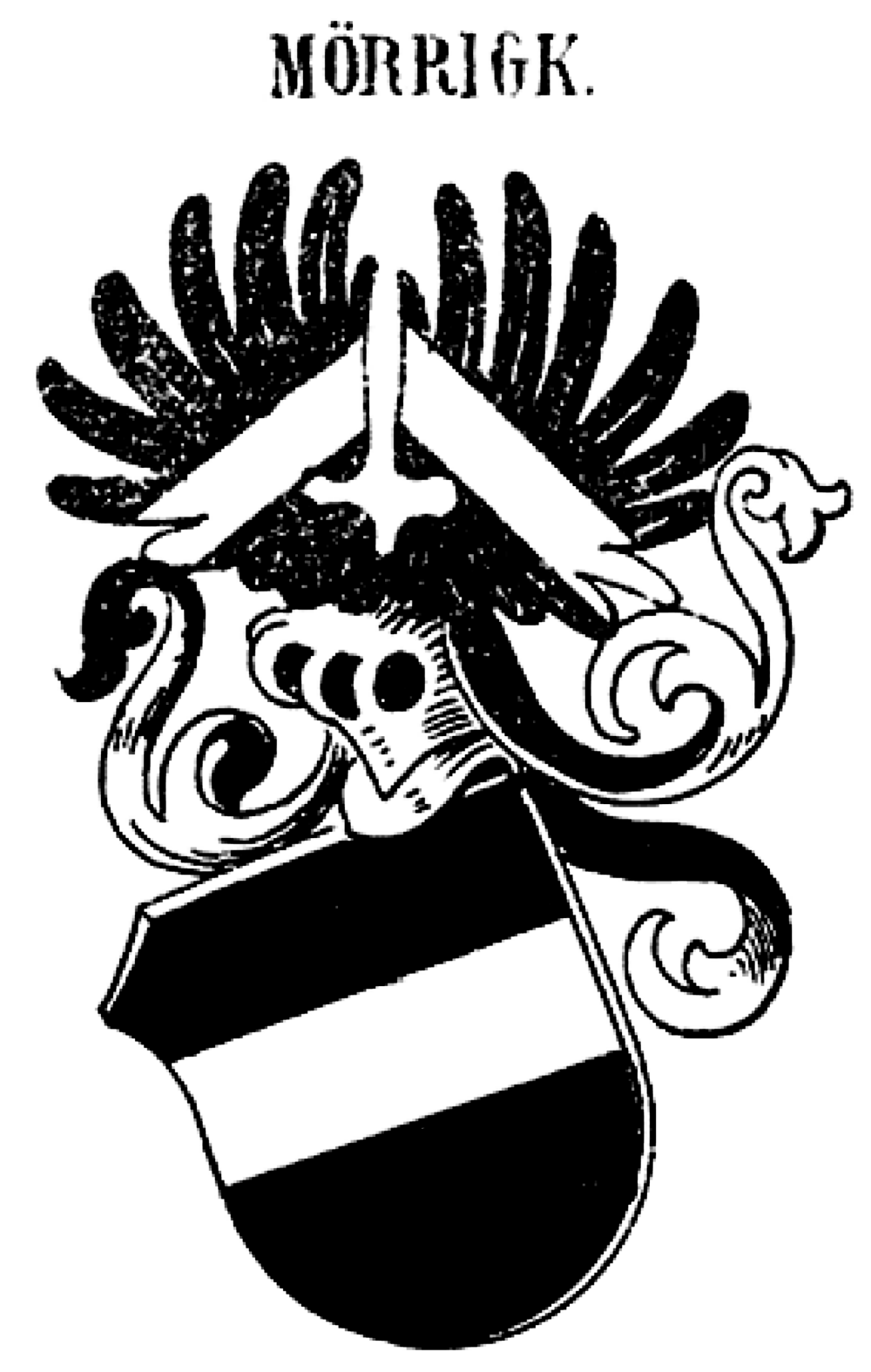
Wappen derer von Murring (Mörrigk)

Die Familie von Murring (auch: Mörrigk, Murrinck o. ä.) war ein frühes Rittergeschlecht im Hofer Raum. 

## Geschichte
Die Geschichte der Familie von Murring im Hofer Raum reicht zurück bis in die Gründungszeit der Stadt Hof. Sie zählte wie die Weißelsdorf, Feilitzsch oder Rabensteiner zu den Familien, die mit einem Rittersitz innerhalb der Ummauerung Hofs in der ersten Hälfte des 13. Jahrhunderts vertreten waren. 
Das Stadthaus befand sich in unmittelbarer Nähe des Hofer Klosters, das mit der Geschichte der Murring und der eng verwandten Uttenhofen in der Gründerzeit verbunden war: Gertrud von Uttenhofen, die Tochter von Heinrich Murring dem Älteren, eine geborene Murring, gehörte nach dem Tod ihres Mannes Johann von Uttenhofen, des Marschalls des Markgrafen von Meißen, zum Gründerkreis des Klarissenklosters und war dessen erste Äbtissin.
Die Bedeutung des Stadthauses ging für die Familie auf Schloss Hofeck über, welches ursprünglich den Namen Murringhof trug. Sie ist dort von der ersten urkundlichen Erwähnung 1250 bis in den Anfang des 15. Jahrhunderts urkundlich bezeugt. 1388 war der Murringhof zusammen mit dem Vorwerk Forsteck Rückzugsort in einer Fehde mit Eger. Egerer Söldner stürmten beide Befestigungen und brannten sie später ab. 1402 erwarb der Hofer Amtmann von Aufseß den Murringhof.
Zeitweise zählten zum Besitz der Familie die Wasserburg in Unterkotzau, die Höhenburg in Brandstein und das Burggut Forsteck, später Schartenmauer genannt, als Vorwerk. Begütert war sie unter anderem in Köditz, Unterkotzau, Wölbattendorf und Leupoldsgrün. Ein Siegel zeigt einen Ritterhelm mit offenem Flug.
Zahlungen von Burggraf Friedrich belegen eine Teilnahme der Murring beim Zug des Kaisers gegen den Mailänder Herzog Gian Galeazzo Visconti. 1412 waren die Murring beim Heerhaufen in der Schlacht bei Tirschenreuth. In der Waldenfelser Fehde der von Waldenfels gegen die Reichsstädte Rothenburg, Windsheim und Nürnberg befanden sich die Murring auf der Seite der Waldenfelser in Lichtenberg. Letztes bekanntes Familienmitglied war Hildbrand von Murring, erwähnt 1461 bei der Verleihung eines Kupferbergwerkes in Rudolphstadt.

## Wappen
Blasonierung: „In Schwarz ein silberner Balken. Auf dem Helm ein offener schwarzer Flug, rechts mit einem silbernen Schräglinksbalken, links mit einem silbernen Schrägrechtsbalken belegt. Die Helmdecken sind schwarz-silbern.“
Ein Siegel des Heinrich Murring von 1384 zeigt dagegen nur einen Helm mit zwei Flügeln:

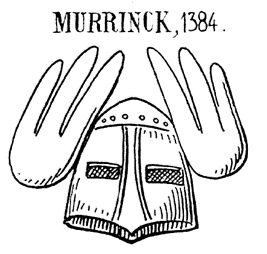
Siegel des Heinrich Murring von 1384